# 1969 en Saskatchewan
Chronologie de la Saskatchewan
- 1965
- 1966
- 1967
- 1968
- 1969
- 1970
- 1971
- 1972
- 1973

Cette page concerne des événements d'actualité qui se sont produits durant l'année 1969 dans la province canadienne de la Saskatchewan.

## Politique
- Premier ministre : Ross Thatcher
- Chef de l'Opposition :
- Lieutenant-gouverneur : Robert L. Hanbidge
- Législature :

## Événements

Drapeau officiel de la Saskatchewan

- 22 septembre : Adoption du Drapeau de la Saskatchewan.

## Naissances
- 13 mars : Kevin S. Kaminski (né à Churchbridge) est un joueur professionnel de hockey sur glace canadien[1].
- 8 juin : David Sutcliffe (né à Saskatoon) est un acteur canadien.
- 12 juillet : Dave Batters, B.A. (né  à Estevan et mort le 29 juin 2009 à Regina) était un homme politique canadien. Il était député à la Chambre des communes du Canada, représentant la circonscription saskatchewanaise de Palliser à partir de  2004 sous la bannière du Parti conservateur du Canada. Il ne s'est pas représenté en 2008.
- 4 décembre : Jacques Landry (né à Saskatoon) est un coureur cycliste et entraîneur canadien.